# Inszar (folyó)
Az Inszar (oroszul: Инсар, erza nyelven Инесаро) folyó Oroszország európai részén, Mordvinföldön; az Alatir jobb oldali mellékfolyója.

## Földrajz
Hossza: 168 km, vízgyűjtő területe: 3860 km², évi közepes vízhozama Szaranszknál: 7,7 m³/s.
A Volgamenti-hátság északnyugati peremén folyik, jellemzően északkelet felé. Novembertől áprilisig jég borítja. Mellékfolyói közül egyik sem hosszabb 50 kilométernél.
Partjain, egymástól kb. 25 km-re terül el Mordvinföld két legnagyobb városa: Ruzajevka és Szaranszk. A folyó völgyében, a torkolatig és tovább vezet a Ruzajevka–Szaranszk–Alatir vasútvonal.